# Lyncina lynx
Lyncina lynx là một loài ốc biển, là động vật thân mềm chân bụng sống ở biển trong họ Cypraeidae, họ ốc sứ

## Phân bố
Chúng phân bố ở Biển Đỏ và ở Ấn Độ Dương dọc theo Aldabra, Chagos, Kenya, Madagascar, vùng bể Mascarene, Mauritius, Réunion, Seychelles, và Tanzania.

## Hình ảnh

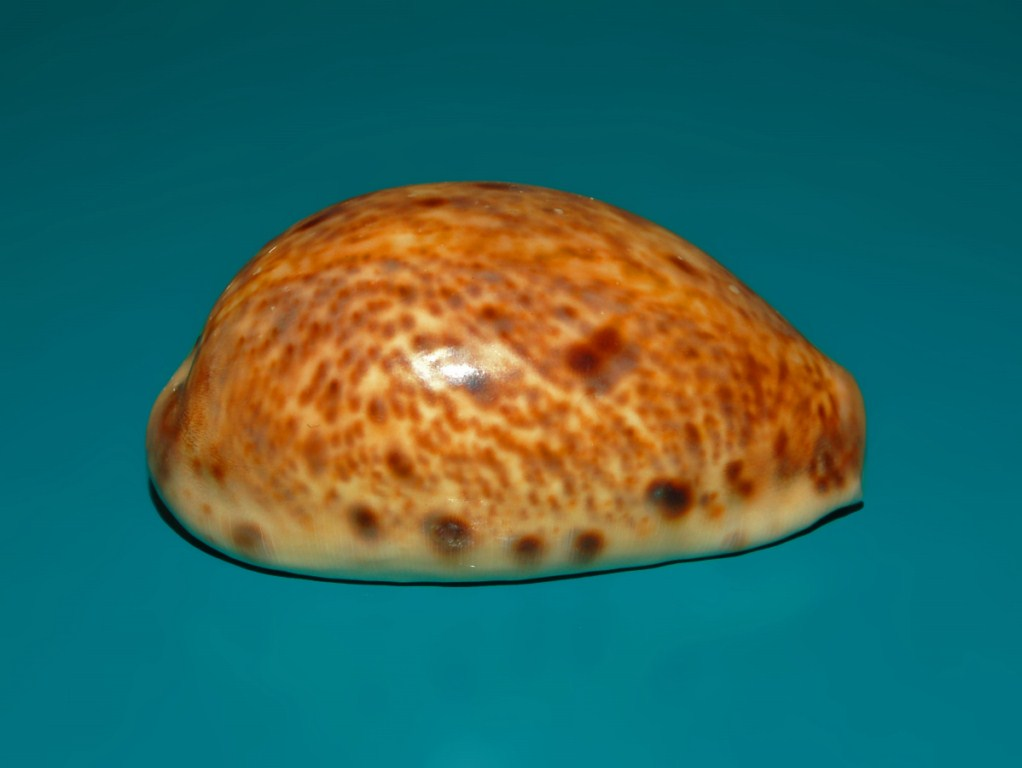
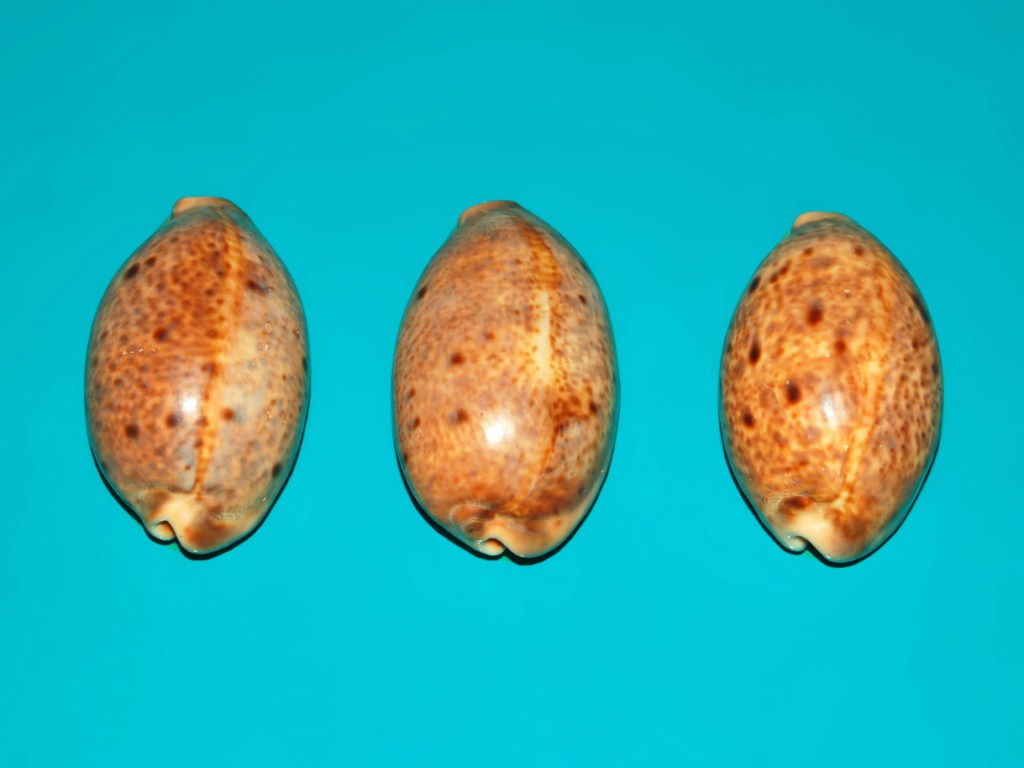
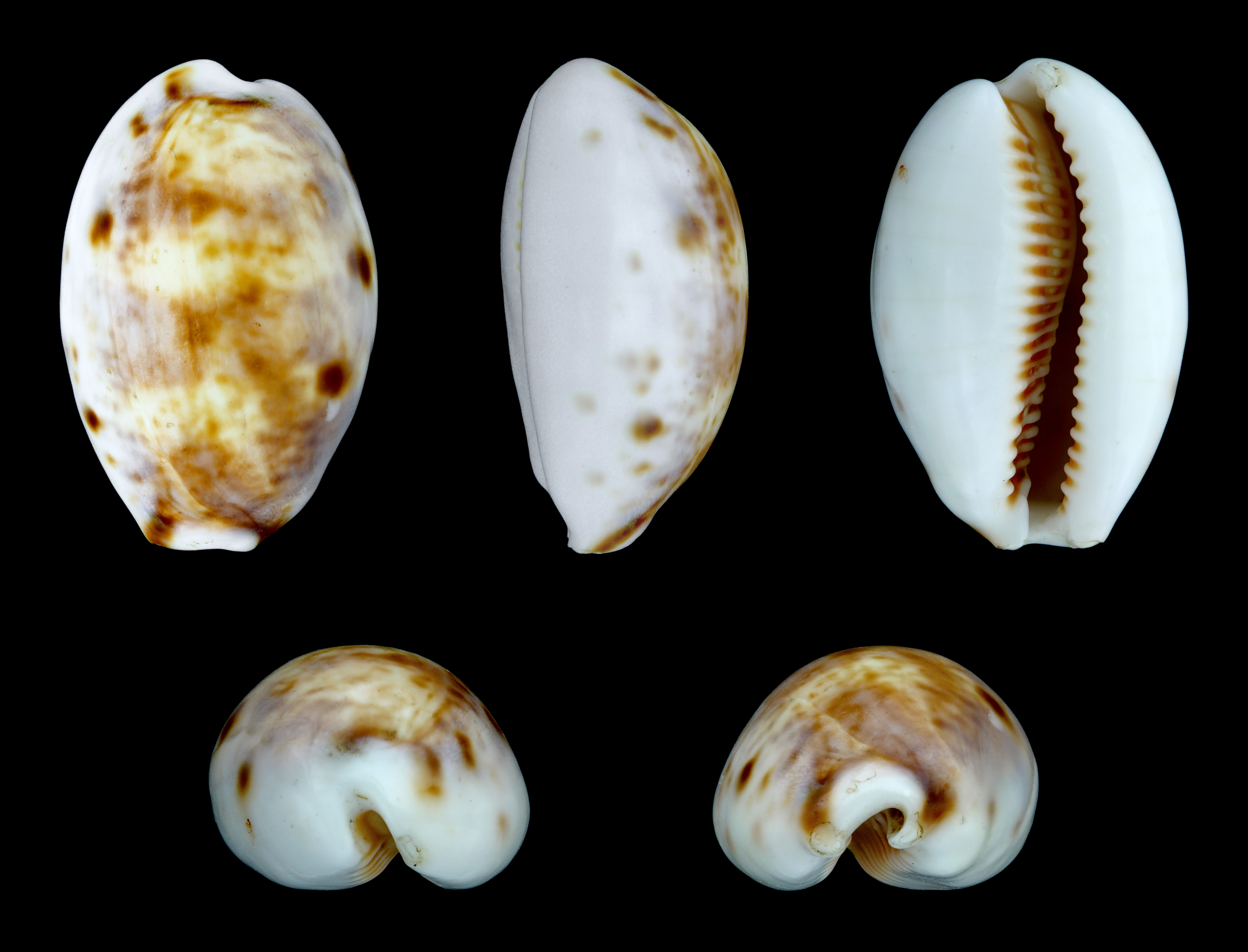